# Женская сборная Колумбии по регби-7
Женская сборная Колумбии по регби-7 (исп. Selección femenina de rugby 7 de Colombia) — национальная регбийная сборная, представляющая Колумбию на международных турнирах по регби-7. Управляется Колумбийской федерацией регби. Высшим достижением является бронзовая медаль Панамериканских игр 2019 года. Сборная выступила на дебютной Олимпиаде в Рио-де-Жанейро, заняв там 12-е место (последнее), а на Олимпиаду 2020 года не смогла квалифицироваться, заняв 2-е место на квалификационном турнире в Перу 2019 года и пройдя в финальный квалификационный турнир в Монако, но проиграв в четвертьфинале Франции. В то же время в 2022 году Колумбия сыграет на своём первом в истории чемпионате мира, поскольку она заняла 2-е место на чемпионате Южной Америки в 2021 году.

## Достижения

### Олимпийские игры
| Выступления на Олимпийских играх | Выступления на Олимпийских играх | Выступления на Олимпийских играх | Выступления на Олимпийских играх | Выступления на Олимпийских играх | Выступления на Олимпийских играх | Выступления на Олимпийских играх |
| Год                              | Раунд                            | Место                            | И                                | В                                | П                                | Н                                |
| -------------------------------- | -------------------------------- | -------------------------------- | -------------------------------- | -------------------------------- | -------------------------------- | -------------------------------- |
| 2016                             | Утешительный турнир              | 12-е место                       | 5                                | 0                                | 5                                | 0                                |
| 2020                             | не квалифицировалась             | не квалифицировалась             | не квалифицировалась             | не квалифицировалась             | не квалифицировалась             |                                  |
| Итого                            | Утешительный турнир              | 1/2                              | 5                                | 0                                | 5                                | 0                                |

### Панамериканские игры
| 2015  | Матч за 5-е место | 5-е | 6  | 1 | 3 | 2 |
| 2019  | Матч за 3-е место | 3   | 5  | 3 | 2 | 0 |
| Итого | 0 побед           | 2/2 | 11 | 4 | 5 | 2 |

## Текущий состав
Игроки, вызванные на турнир Валентина Мартинеса в Монтевидео (на 8 ноября 2021 года), который являлся отбором на чемпионат мира 2022 года.
Игроки
- Лаура Валентина Альварес Сильва
- Мария Исабель Арсуага Гонсалес
- Даниэла Алехандра Альсате Монкада
- Валерия Муньос Куартас
- Николь Жоселин Асеведо Тангарифе
- Марибель Местра Диас
- Валентина Тапиас Кано
- Лаура Мехия Диоза
- Мария Камила Лопера Валле
- Хулиана Сото Эспиноза
- Ямилет Андреа Рамирес Агудело
- Лейди Вивиана Сото Эспиноза

Тренерский штаб
- Себастьян Мехия (исп. Sebastián Mejía) — главный тренер
- Иван Маурисио Дуран (исп. Iván Mauricio Durán) — врач